# Шадкух
Шадкух (перс. شادكوه) — село в Ірані, у дегестані Ґіль-Дуляб, в Центральному бахші, шагрестані Резваншагр остану Ґілян. За даними перепису 2006 року, його населення становило 259 осіб, що проживали у складі 73 сімей.

## Клімат
Середня річна температура становить 14,12°C, середня максимальна – 27,43°C, а середня мінімальна – -0,34°C. Середня річна кількість опадів – 803 мм.
| Клімат поселення                              | Клімат поселення | Клімат поселення | Клімат поселення | Клімат поселення | Клімат поселення | Клімат поселення | Клімат поселення | Клімат поселення | Клімат поселення | Клімат поселення | Клімат поселення | Клімат поселення | Клімат поселення |
| Показник                                      | Січ.             | Лют.             | Бер.             | Квіт.            | Трав.            | Черв.            | Лип.             | Серп.            | Вер.             | Жовт.            | Лист.            | Груд.            |                  |
| Середній максимум, °C                         | 9,21             | 10,04            | 12,07            | 17,48            | 22,13            | 25,04            | 27,43            | 27,26            | 23,54            | 20,71            | 16,12            | 11,68            |                  |
| Середня температура, °C                       | 4,42             | 5,28             | 7,31             | 12,70            | 17,34            | 20,28            | 23,34            | 23,16            | 19,46            | 16,60            | 12,02            | 7,58             |                  |
| Середній мінімум, °C                          | −0,34            | 0,48             | 2,52             | 7,93             | 12,58            | 15,50            | 19,23            | 19,07            | 15,34            | 12,50            | 7,91             | 3,49             |                  |
| Норма опадів, мм                              | 81               | 66               | 68               | 51               | 37               | 23               | 12               | 36               | 84               | 125              | 104              | 116              |                  |
| Середньомісячна швидкість вітру, м/с          | 2.30             | 2.40             | 2.40             | 2.40             | 2.44             | 2.60             | 2.60             | 2.40             | 2.23             | 2.00             | 2.00             | 2.03             |                  |
| Середньомісячна сонячна радіація, кДж/м²·день | 6789             | 9094             | 11182            | 15915            | 20389            | 23152            | 23838            | 20150            | 16460            | 11195            | 8470             | 6480             |                  |
| --------------------------------------------- | ---------------- | ---------------- | ---------------- | ---------------- | ---------------- | ---------------- | ---------------- | ---------------- | ---------------- | ---------------- | ---------------- | ---------------- | ---------------- |
| Джерело:                                      |                  |                  |                  |                  |                  |                  |                  |                  |                  |                  |                  |                  |                  |